# Secrétariat d'État aux Affaires étrangères (Espagne)
Le secrétariat d'État aux Affaires étrangères et globales d'Espagne (en espagnol : Secretaría de Estado de Asuntos Exteriores y Globales) est le secrétariat d'État chargé de la formulation et de l'exécution de la politique extérieure tant dans ses approches et objectifs globaux que dans sa concrétisation dans les différentes aires géographiques et thématiques.
Il relève du ministère des Affaires étrangères.

## Missions

### Fonctions
Le secrétariat d'État aux Affaires étrangères est chargé de :
- coordonner et suivre la participation de l'Espagne dans la politique extérieure et à la sécurité commune de l'Union européenne ;
- formuler et exécuter la politique extérieure dans le cadre des Nations unies ;
- gérer les affaires internationales en matière de terrorisme, de sécurité internationale et construction de la paix, d'opérations de maintien de la paix, de non-prolifération nucléaire et désarmement, de droits humains ;
- formuler et exécuter la politique extérieure de l'Espagne dans les zones du Maghreb, de l'Afrique, de la Méditerranée, du Proche Orient, de l'Amérique du Nord, de l'Asie orientale et du sud et du Pacifique.

### Organisation
Le secrétariat d’État s'organise de la manière suivante,,, : 
- Secrétariat d'État aux Affaires étrangères et Globales (Secretaría de Estado de Asuntos Exteriores y Globales) ; 
  - Direction générale de la Politique extérieure et de la Sécurité ;
    - Sous-direction générale de la Politique extérieure et de la Sécurité commune ;
    - Sous-direction générale des Affaires internationales de sécurité ;
    - Sous-direction générale de la Non-prolifération et du Désarmement ;
    - Sous-direction générale de la Coopération internationale contre le terrorisme, les drogues et la délinquance organisée ;
    - Bureau des Affaires migratoires ;

  - Direction générale des Nations unies, des Organisations internationales et des Droits humains ;
    - Sous-direction générale des Nations unies ;
    - Sous-direction générale des Organisations internationales ;
    - Bureau des Droits humains ;

  - Direction générale du Maghreb, de la Mer méditerranée et du Proche-Orient ;
    - Sous-direction générale du Maghreb ;
    - Sous-direction générale du Proche-Orient ;

  - Direction générale de l'Afrique ;
    - Sous-direction générale des Relations bilatérales avec les pays d'Afrique subsaharienne ;
    - Sous-direction générale des Affaires multilatérales et horizontales en d'Afrique subsaharienne ;

  - Direction générale de l'Amérique du nord, de l'Europe orientale, de l'Asie et du Pacifique ;
    - Sous-direction générale de l'Amérique du nord ;
    - Sous-direction générale de l'Europe orientale et de l'Asie centrale ;
    - Sous-direction générale de l'Asie méridionale et orientale ;
    - Sous-direction générale du Pacifique, de l'Asie du sud-est et des Philippines.

## Titulaires
| Titulaire                                                           | Titulaire                        | Début      | Fin         | Parti | Ministre des Affaires étrangères        |
| ------------------------------------------------------------------- | -------------------------------- | ---------- | ----------- | ----- | --------------------------------------- |
|                                                                     | Carlos Robles Piquer             | 02/05/1979 | 24/10/1981  | UCD   | Marcelino Oreja José Pedro Pérez-Llorca |
|                                                                     | Gabriel Mañueco de Lecea         | 06/11/1981 | 21/10/1982  | Sans  | José Pedro Pérez-Llorca                 |
|                                                                     | Ramón de Miguel y Egea           | 14/05/1996 | 06/05/2000  | Sans  | Abel Matutes                            |
|                                                                     | Miquel Nadal Segalá              | 06/05/2000 | 20/07/2002  | Sans  | Josep Piqué                             |
|                                                                     | Ramón Gil-Casares Satrústegui    | 20/07/2002 | 20/04/2004  | Sans  | Ana Palacio                             |
|                                                                     | Bernardino León                  | 20/04/2004 | 22/04/2008  | PSOE  | Miguel Ángel Moratinos                  |
|                                                                     | Ángel Lossada Torres-Quevedo     | 22/04/2008 | 27/07/2010  | Sans  | Miguel Ángel Moratinos                  |
|                                                                     | Juan Pablo de Laiglesia          | 27/07/2010 | 06/11/2010  | Sans  | Miguel Ángel Moratinos Trinidad Jiménez |
|                                                                     | Juan Antonio Yáñez-Barnuevo      | 06/11/2010 | 24/12/2011  | PSOE  | Trinidad Jiménez                        |
|                                                                     | Gonzalo de Benito Secades        | 14/01/2012 | 15/11/2014  | PP    | José Manuel García-Margallo             |
|                                                                     | Ignacio Ybáñez Rubio             | 15/11/2014 | 21/01/2017  | Sans  | José Manuel García-Margallo             |
|                                                                     | Ildefonso Castro López           | 21/01/2017 | 19/06/2018  | Sans  | Alfonso Dastis                          |
|                                                                     | Fernando Martín Valenzuela Marzo | 19/06/2018 | 05/02/2020  | Sans  | Josep Borrell                           |
|                                                                     | Cristina Gallach Figueras        | 05/02/2020 | 21/07/2021  | PSOE  | Arancha González                        |
|                                                                     | Ángeles Moreno Bau               | 21/07/2021 | 20/12/2023  | Sans  | José Manuel Albares                     |
|                                                                     | Diego Martínez Belío             | 20/12/2023 | En fonction | Sans  | José Manuel Albares                     |
| Titres successifs : - Depuis 2021 : Affaires étrangères et globales |                                  |            |             |       |                                         |